# گمینا لوباچوو
گمینا لوباچوو (به لهستانی:  Gmina Lubaczów) یک گمینا در لهستان است که در شهرستان لوباچوف واقع شده‌است. گمینا لوباچوو ۲۰۲٫۸۶ کیلومتر مربع مساحت و ۹٬۱۱۸ نفر جمعیت دارد.